# Prefettura di Ben M'Sick
La prefettura di Ben M'Sick è una prefettura d'arrondissement facente parte della prefettura di Casablanca, in Marocco.
Interamente nella città di Casablanca, comprende 2 arrondissement:
- Ben M'Sick
- Sbata